# Seebergspitze
Seebergspitze är en bergstopp i Österrike.   Den ligger i distriktet Schwaz och förbundslandet Tyrolen, i den västra delen av landet, 400 km väster om huvudstaden Wien. Toppen på Seebergspitze är 2 085 meter över havet, eller 527 meter över den omgivande terrängen. Bredden vid basen är 11,8 km.
Terrängen runt Seebergspitze är bergig åt sydost, men åt nordväst är den kuperad. Närmaste större samhälle är Jenbach, 10,8 km sydost om Seebergspitze. 
I omgivningarna runt Seebergspitze växer i huvudsak barrskog. Runt Seebergspitze är det ganska tätbefolkat, med 56 invånare per kvadratkilometer.